# Wannweil
Wannweil – miejscowość i gmina w Niemczech, w kraju związkowym Badenia-Wirtembergia, w rejencji Tybinga, w regionie Neckar-Alb, w powiecie Reutlingen. Leży nad rzeką Echaz, ok. 6 km na zachód od centrum Reutlingen.
W Wannweil znajduje się ewangelicki kościół św. Jana (Johanneskirche) – najprawdopodobniej najstarszy kościół w Wirtembergii.